# Charles de Clèves
Charles de Clèves (dt.: Karl von Kleve, * um 1491; † 27. August 1521 in Paris) war von 1506 bis zu seinem Tod Graf von Nevers und Eu sowie durch Ehe Graf von Rethel.

## Leben
Charles de Clèves war der älteste Sohn von Graf Engelbert von Kleve und dessen Ehefrau Charlotte de Bourbon († 1520). Väterlicherseits entstammte Charles dem deutschen Adelsgeschlecht derer von der Mark, mütterlicherseits aus dem Haus Bourbon, einer Seitenlinie des französischen Königshauses. Am Hof König Franz I. verstrickte sich Charles in Intrigen und wurde 1521 in einem Turm des Louvre in Haft gelegt. Seine Mutter und der Herzog von Bourbon setzten sich für ihn ein. Noch bevor sie seine Freilassung erwirken konnten, verstarb er.
Charles de Clèves war seit dem 25. Januar 1504 (oder 1505) mit seiner Cousine Marie d’Albret, Gräfin von Rethel verheiratet. Einziges Kind des Paares war der 1516 geborene Sohn François I. de Clèves.